# Botanischer Garten Sežana

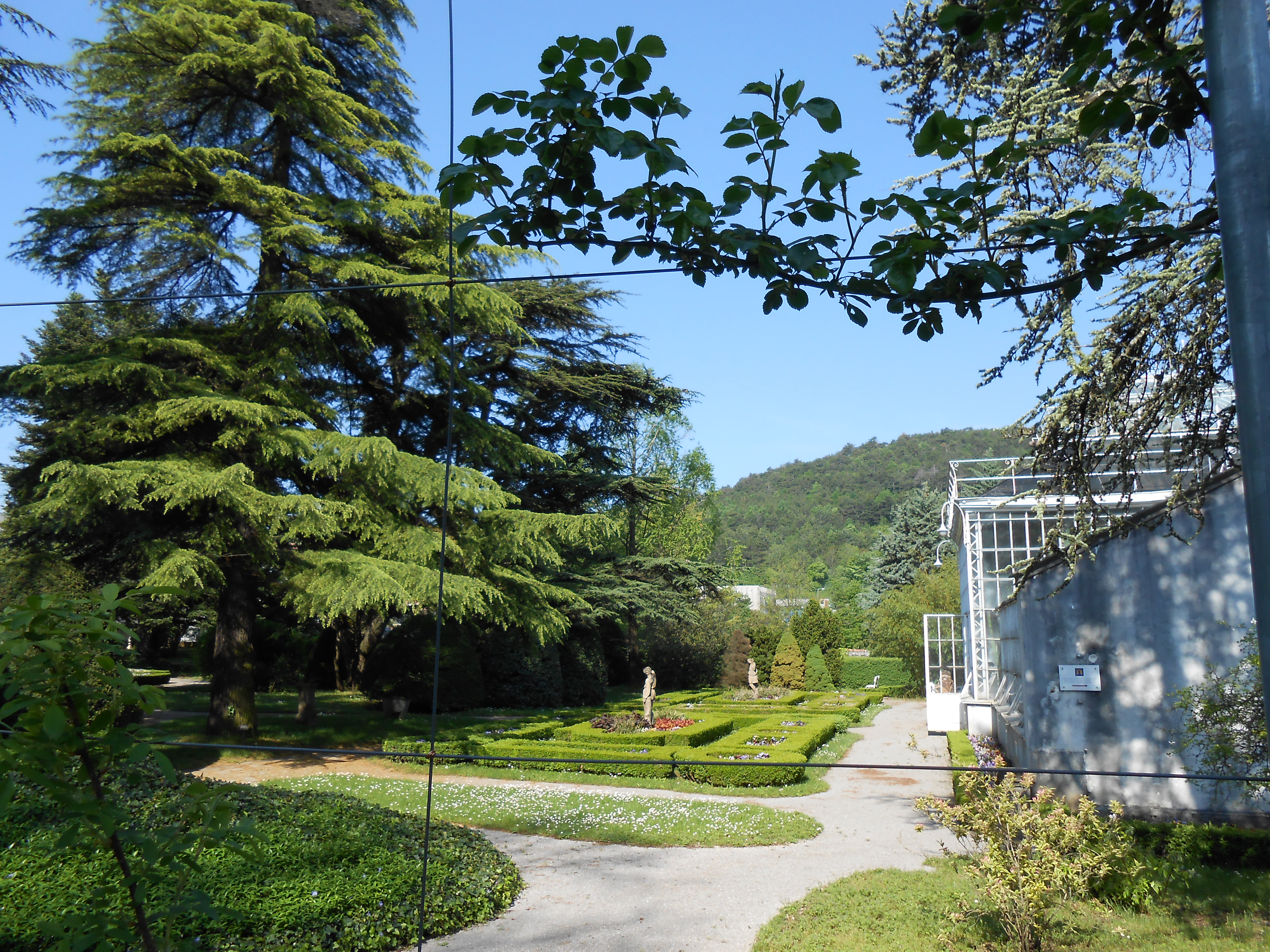
Blick zum Palmenhaus

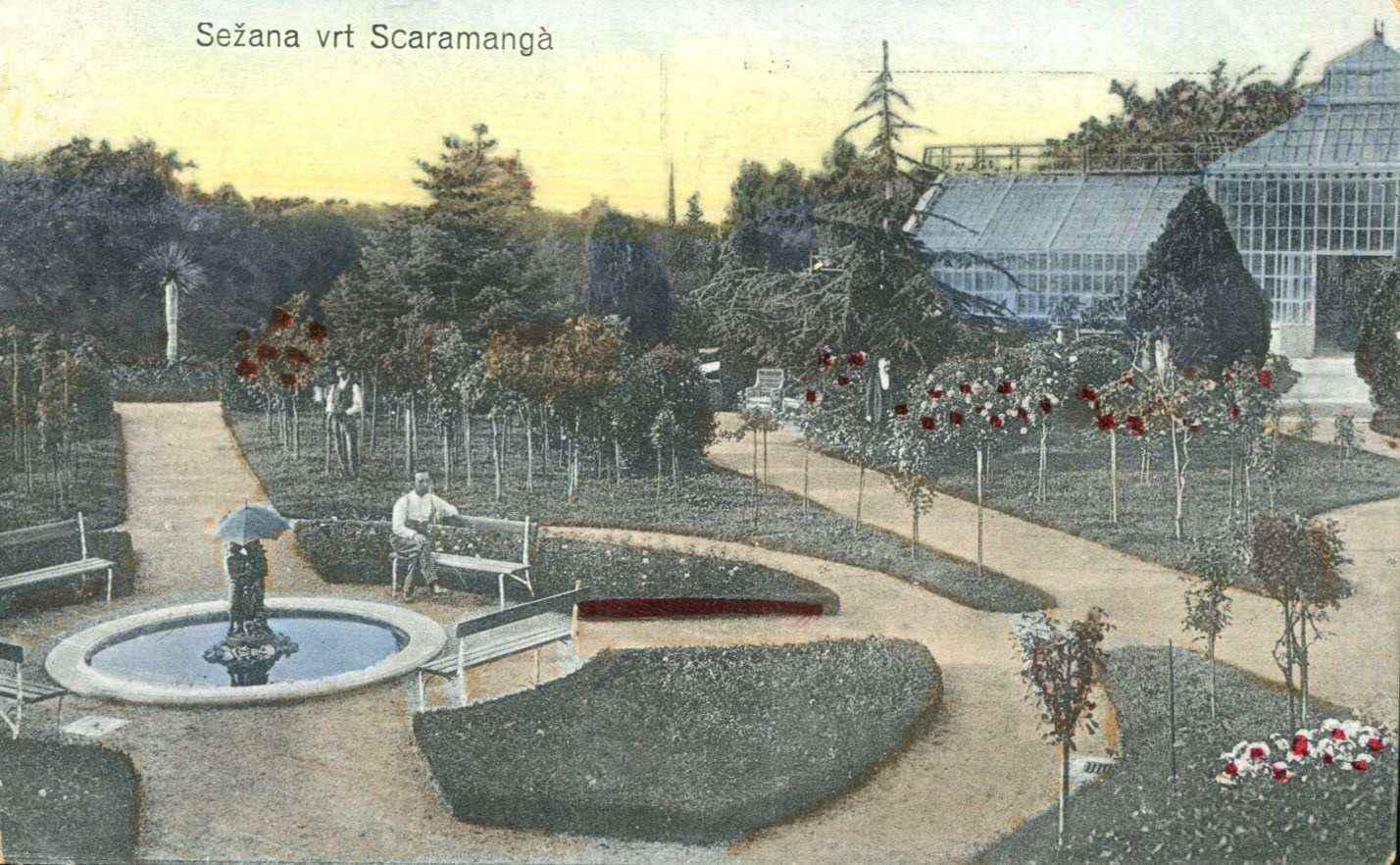
Ansichtskarte von 1918

Der Botanische Garten Sežana (slowenisch Botanični vrt Sežana oder Sežanski botanični park, italienisch Giardino di Villa Mirasasso) liegt im östlichen Teil der slowenischen Stadt Sežana und entstand aus dem Garten der Villa Mirasasso. Die Anlage befindet sich im Eigentum der Stadt und wird von ihrem Unternehmen Komunala Sežana d.d. bewirtschaftet.

## Lage
Der botanische Garten erstreckt sich hauptsächlich auf einem dreieckigen Areal zwischen der Hauptstraße des Ortes, die Partizanska cesta, und der hier verlaufenden Bahnstrecke Jesenice-Sežana. Westlich davon liegt der Berg Tabor (484 m). Diese Hauptstraße, zugleich die Regionalna cesta 445, durchzieht die Ortslage und am östlichen Ortsende zweigt die Stichstraße Repentaborska cesta in etwa nördliche Richtung ab und führt zum Eingang des botanischen Gartens. Hier befindet sich ein Parkplatz, der zugleich den Besuchern des benachbarten Friedhofs von Sežana dient. Westlich von Sežana liegt der Grenzübergang Sežana–Fernetti in Richtung Italien, wo die slowenische Autobahn (A3 und die italienische Zubringerstraße RA 14) ineinander übergehen. Unweit davon quert die Bahnstrecke Spielfeld-Straß–Trieste Centrale die Landesgrenze. Sežana hat einen Bahnhof (slowenisch Železniška Postaja Sežana).

## Geschichte
Die geographische Lage und Atmosphäre der Hafenstadt Triest bewirkten, dass begüterte Familien einen Sommerwohnsitz in der dafür klimatisch günstigeren Lage am steilen Hang oberhalb des Hafens und auf dem darauf anschließenden Karstgebiet anstrebten. Im Verlaufe dieser Siedlungsentwicklung entstanden Landhäuser und Villen mit mehr oder weniger ausgedehnten Gärten im Oberland der Hafenbucht.
Die griechische Kaufmannsfamilie Scaramangà erwarb um 1848 ein Grundstück am Rande von Sesana (Sežana) und baute dieses zur Sommerresidenz mit dem Namen Villa Mirasasso aus. Dieser seit 1848 bestehende symbolische Name bedeutet sinngemäß „auf die Steine blicken“ und steht wohl bewusst im Gegensatz zum Schloss Miramare bei Triest, was „auf das Meer schauend“ bedeutet.
Um die Villa entstand ein gestaltetes Gartenareal, das mit der Zeit beträchtliche Ausdehnung annahm. Zahlreiche ausländische Pflanzen fanden hier ihren Platz, die auf den Handelsschiffen der Familie Scaramangà bis zum Hafen von Triest gelangt waren. Zur Entwicklung des ursprünglich 3 Hektar umfassenden Gartenareals gehörten auch die Errichtung eines Palmenhauses von 1890 nach dem Vorbild eines Gewächshauses im Schlosspark von Wien-Schönbrunn, ferner von Pergolen und kleine Pavillons. Zudem befinden sich ein Fischteich und Brunnen im Gelände. Obstkulturen und Weinreben wurden nach und nach Bestandteil des Gartens. Im Jahre 1949 verlor der Garten etwa zwei Drittel seiner Fläche, weil hier Straßen- und Eisenbahnbau als vorrangig galten. Das war mit dem Verlust von Obst- und Weingehölzen, mehreren fremdländischen Bäumen, einer künstlichen Höhle und von zwei Aussichtstürmen verbunden. Der bislang durch den Eisenbahndamm abgetrennte Teilbereich wurde im Jahr 2017 saniert und modern gestaltet. Dadurch vergrößerte sich die Gesamtfläche wieder auf zwei Hektar.
Die Besitzer der Villa und Gartenanlage waren in der Reihenfolge Giovanni I. Scaramangà, dann Myrto Scaramangà und zuletzt dessen Sohn Giovanni Scaramangà di Altomonte. Letzterer verlor 1947 durch Verstaatlichung den gesamten Landbesitz in Jugoslawien und lebte seitdem in Triest. Nach diesem grundhaften Eingriff in die bisherige Eigentumslage erfolgte die Öffnung des Gartens zunächst für jedermann. Später war hier eine regionale Militärverwaltung einquartiert und der Garten wurde zum Stadtpark umgestaltet. Schließlich litt die Anlage unter irregulären Bewohnern.

## Botanisches Programm
Die Anpflanzungen setzen sich aus internationalen und regionalen Spezies zusammen. Der Bestand lässt erkennen, wie sich Pflanzen aus anderen Regionen dem Boden und dem Klima des Karstgebiets angepasst haben. Die Kollektionen aus fernen Teilen der Welt befinden sich nah an der Villa Mirasasso. Der Garten beherbergt heute (2022) etwa 170 verschiedenen Arten mit insgesamt fast 700 Individuen. Durch eine Kooperation mit Drustvo Ljubiteljev Vrtnic Slovenije (deutsch etwa: „Verband der Rosenfreunde in Slowenien“) zwischen 2016 und 2021 erhielt der Garten 45 Rosenarten, wodurch sich deren Zahl auf 70 erweiterte und nun insgesamt 420 Pflanzen umfasst. In diesem Zuge wurde auch die bisher kleine Gruppe von Hortensien erweitert.
Folgende Baumarten sind im Gartengelände vorhanden:
| - Libanon-Zeder (Cedrus libani) - Himalaya-Zeder (Cedrus deodara) - Atlas-Zeder (Cedrus atlantica) - Türkische Tanne (Abies bornmuelleriana) - Griechische Tanne (Abies cephalonica) - Urweltmammutbaum (Metasequoia glyptostroboides) - Immergrüne Magnolie (Magnolia grandiflora) - Glänzender Liguster (Ligustrum lucidum) - Weihrauchzeder (Calocedrus decurrens) - Milchorangenbaum (Maclura pomifera) - Geweihbaum (Gymnocladus dioicus) - Lawsons Scheinzypresse (Chamaecyparis lawsoniana) - Ginkgo (Ginkgo biloba) | - Tulpenbaum (Liriodendron tulipifera) - Gewöhnlicher Trompetenbaum (Catalpa bignonioides) - Fächer-Ahorn (Acer palmatum) - Eschen-Ahorn (Acer negundo) - Spitzahorn (Acer platanoides) - Berg-Ahorn (Acer pseudoplatanus) - Blutahorn (Acer pseudoplatanus ʹAtropurpureumʹ) - Gemeine Eibe (Taxus baccata) - Dichtblättrige Eibe (Taxus baccata ʹAdpressaʹ) - Schwarzkiefer (Pinus nigra) - Sibirische Fichte (Picea obovata) - Japanische Blütenkirsche 'Oshokuri' (Prunus serrulata ʹOshokunʹ) - Blauglockenbaum (Paulownia tomentosa) |

Einige Arten von Kleingehölzen gehören zum betreuten Pflanzenbestand des Gartens:
- Balearen-Buchsbaum (Baxus balearica)
- Europäische Stechpalme (Ilex aquifolium)
- Kahle Winterbeere (Ilex glabra)
- Hohe Kranzspiere (Stephanadra tanakae)
- Dreiblättrige Orange (Poncirus trifoliata)

Dem Thema der Karstvegetation widmet sich der Bereich Interpretacijski center kraške vegetacije (ICKV, deutsch etwa: „Interpretationszentrum der Karstvegetation“) mit einem eigenen Gebäude. Nach dem Konzept dieses Ausstellungsbereiches werden Bezüge zur unterirdischen Welt des Karstes, zu den heimischen Wäldern und den Karstwiesen aufgezeigt. Ebenso finden die von jährlich wiederkehrenden Stürmen (z. B. Bora) beeinflussten klimatischen Verhältnisse dabei Berücksichtigung.
Mit historischen Abbildungen, Fotografien und Textdokumenten in didaktischer Verknüpfung zu digitalen Animationen entsteht für die Besucher ein Gesamtbild von dieser Kulturlandschaft in Vergangenheit und Gegenwart. Eine Kollektion von Karstfelsenstücken ermöglicht haptische Wahrnehmungen an einer Auswahl regional landschaftsbildender Kalksteinvarietäten.
Im interaktiven Raum des Zentrums ist eine grafische Animation zu sehen, mit der die 12.000-jährige Wandlung der hiesigen Karstlandschaft erfahrbar gemacht werden soll.

## Besuchszeiten
Der botanische Garten ist ganzjährig und täglich ab 8 Uhr geöffnet, wobei je nach Jahreszeit unterschiedliche Schließzeiten zu beachten sind. Am 1. November, 25. Dezember und 1. Januar ist die Anlage jedoch ganztägig geschlossen.

## Kooperationen
Arbeitsbeziehungen bestehen zu wissenschaftlichen und tourismuswirtschaftlichen Institutionen. Nennenswert sind dabei:
- Zavodom za varstvo kulturne dediščine Slovenije OE in Nova Gorica (Institut zum Schutz des slowenischen Kulturerbes),
- Drustvo Ljubiteljev Vrtnic Slovenije (deutsch etwa: „Verband der Rosenfreunde in Slowenien“),
- lokale Einrichtungen der Bildung und Kultur sowie Einzelpersonen.